# سلة

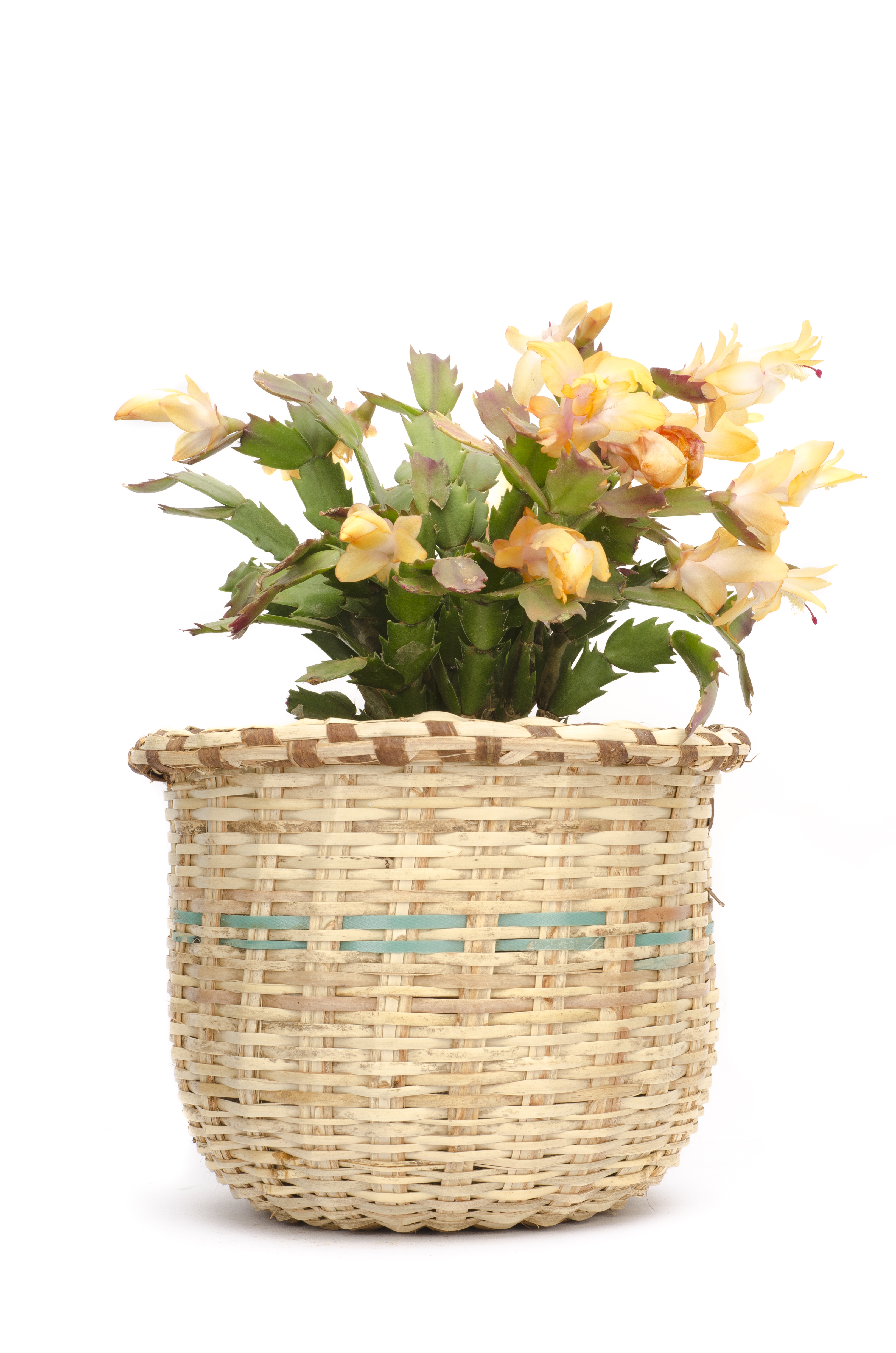
سلة وبداخلها زهور.

السَلَّة (الجمع: سَلَّات، سِلَال) هو وعاء مُضَفَّر (من ألياف طبيعية أو مُصنَّعة) أو من صُلب يُستخدم لاحتواء ونقل مواد مختلفة، وعادة ما تكون مزودة بمقبض لتسهيل حملها. من أكثر السلال استعمالا سلة الخبز وسلة المهملات، ومن اسمها اشتُق اسم رياضة كرة السلة.
قديما كانت السلة تُصنع من ألياف طبيعية كالقصب قد يتم معالجتها. أما حاليا، فقد تنوعت المواد واستُخدمت المعادن (كالحديد) واللدائن.

## معرض صور

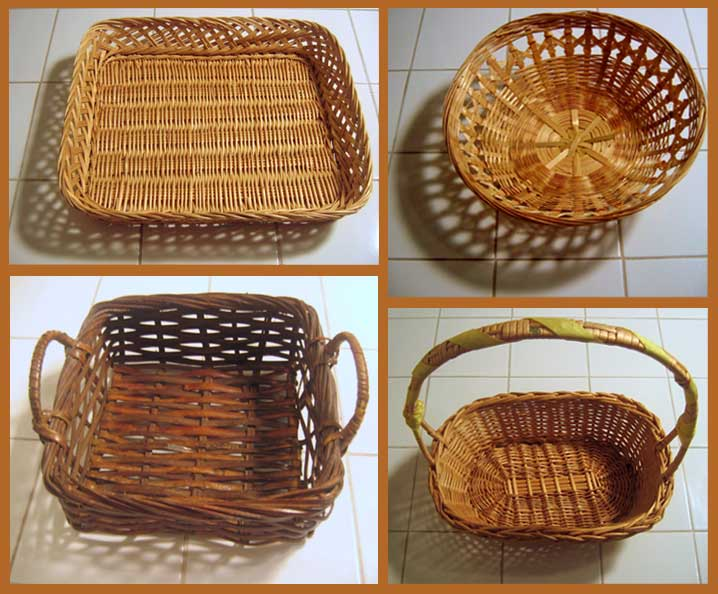
أربع أشكال لسلال
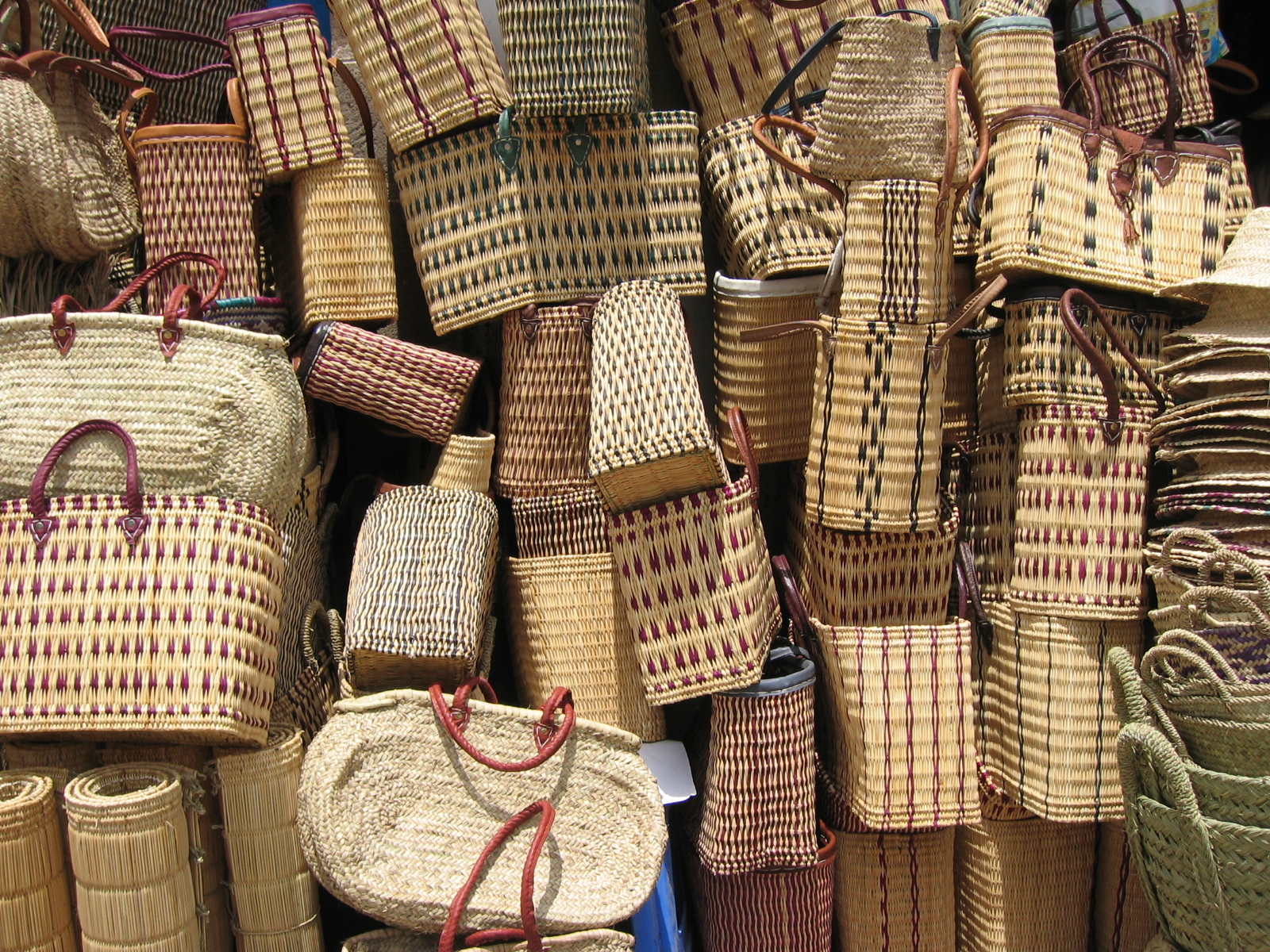
متجر لبيع السلال بمدغشقر
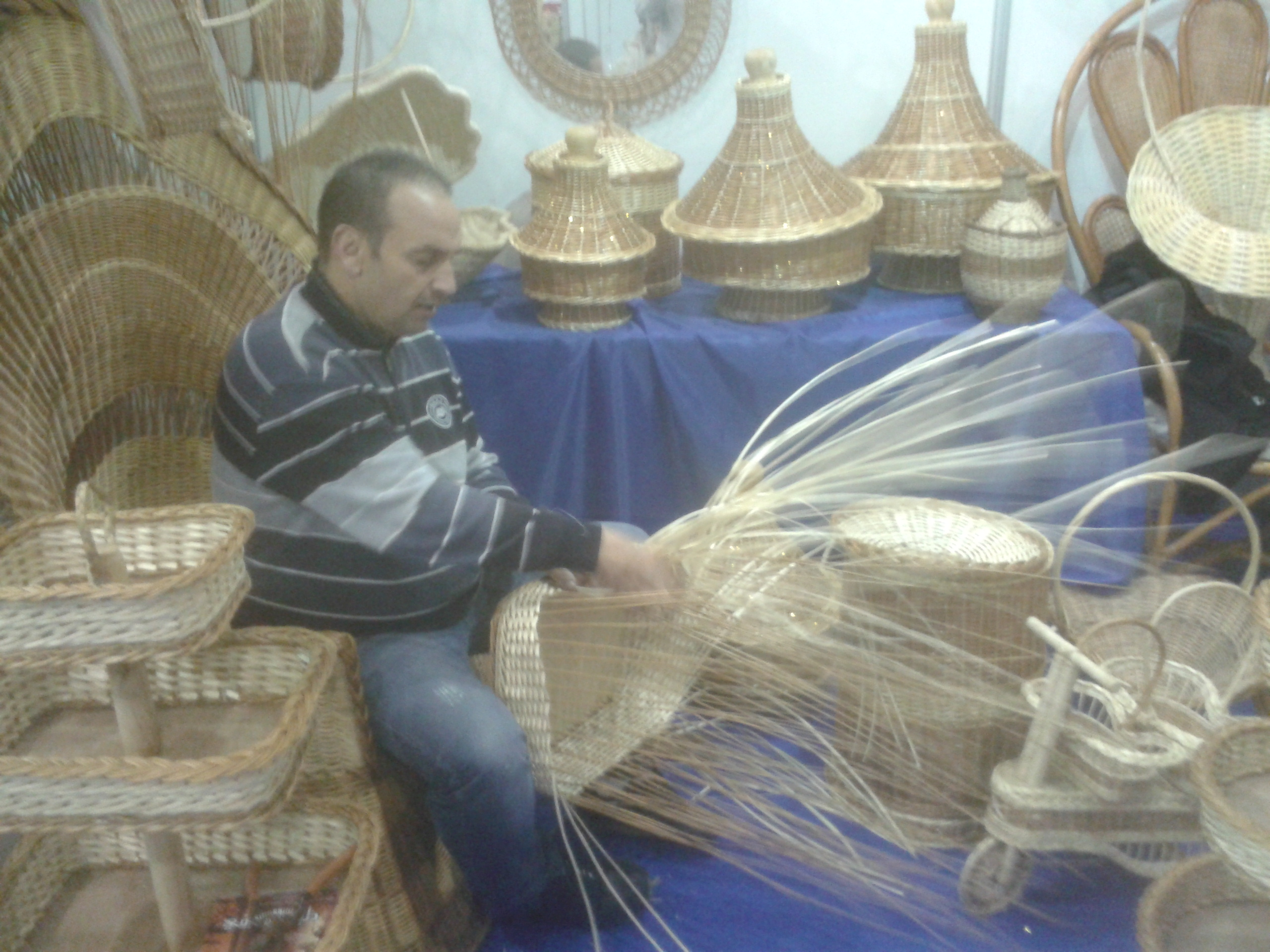
صانع سلل من الجزائر
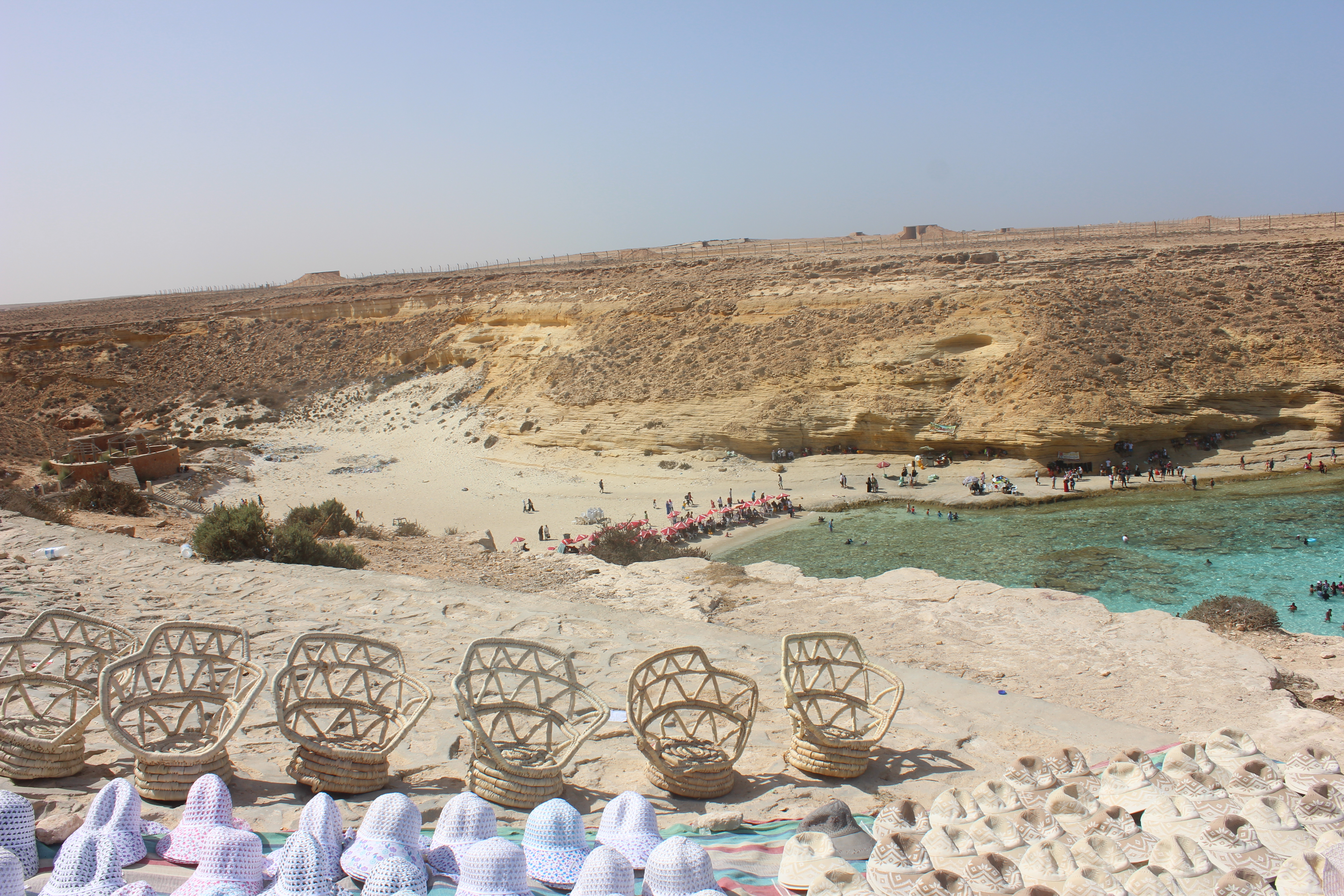
سلال في شاطئ عجيبة بمرسى مطروح.
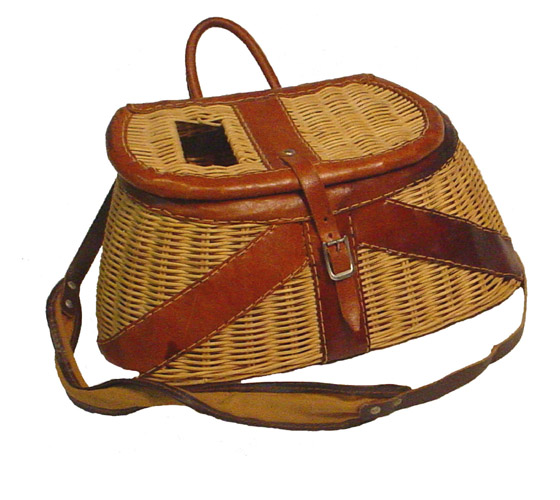
أحبولة.
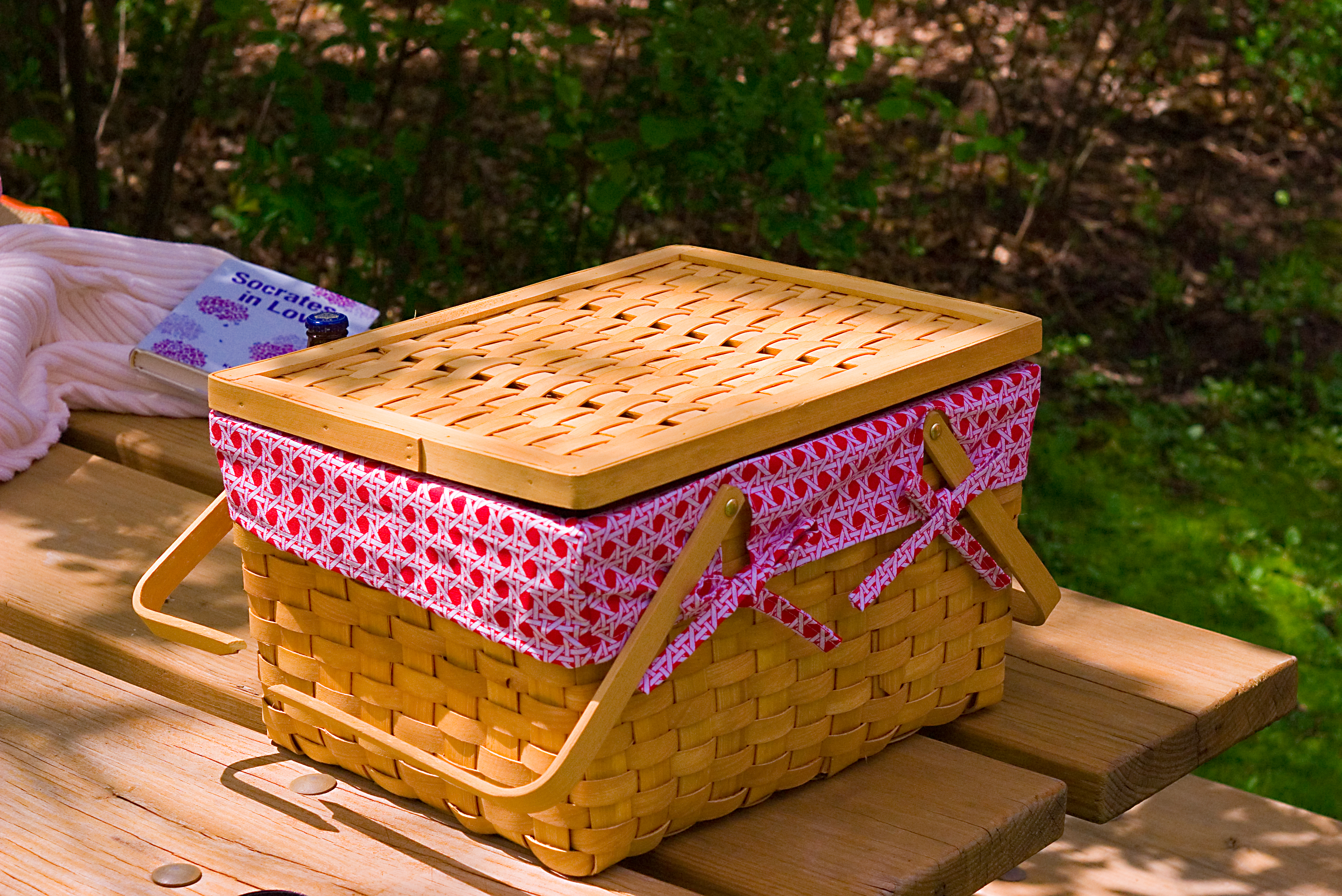
سبت يستخدم في التنزه.